# Franc Kavčič
Franc Kavčič (tudi Frančišek Caucig), slovenski klasicistični slikar, * 4. december 1755, Gorica, † 17. november 1828, Dunaj.
Rodil se je očetu Andreju in materi Katarini. Šolal se je na Dunaju, potem pa ga je grof Janez Filip Cobenzl poslal študirati v Rim. Na njegovo delo je vplivalo francosko neoklasicistično slikarstvo, s katerim se je seznanil v Rimu. V olju je slikal mitološke in biblijske scene in idilične krajine. Njegova glavna tehnika je bila olje na platnu. Največ Kavčičevih del je na Dunaju (Auerspergova palača na Dunaju) in v Ljubljani, nekaj jih je tudi na Madžarskem, Češkem, v Italiji in eno v ZDA. Kavčič je bil med letoma 1799 in 1820 profesor na dunajski likovni akademiji, od leta 1820 do smrti pa ravnatelj te ustanove.